# Małżonki książąt Liechtensteinu
Małżonki książąt Liechtensteinu – lista małżonek monarchów Liechtensteinu, panujących od nadania dziedzicznych tytułów książęcych rodowi Liechtensteinów w 1608 roku.
Oficjalny tytuł małżonek książąt to Księżna Liechtensteinu, księżna opawska i karniowska, hrabina Rietbergu (niem. Fürstin von und zu Liechtenstein, Herzogin von Troppau und Jägerndorf, Grafin zu Rietberg.). Księżne nie posiadają żadnych funkcji ani kompetencji ustrojowych a pełnią jedynie funkcje reprezentacyjne.
|          | Imię                                              | Lata życia                | Lata życia                 | Ślub                 | Panowanie         | Panowanie                     | Panowanie           | Ród                      |        |
| Urodzona | Imię                                              | Zmarła                    | od                         | Ślub                 | do                | jako żona                     |                     | Ród                      |        |
| -------- | ------------------------------------------------- | ------------------------- | -------------------------- | -------------------- | ----------------- | ----------------------------- | ------------------- | ------------------------ | ------ |
|          | Anna Maria von Boskowitz und Černa hora           | ok. 1575 Wiedeń           | 6 czerwca 1625 Plumlov     | 1592                 | 20 grudnia 1608   | 6 czerwca 1625                | Karol I             | Boskowitz                | [ 1 ]  |
|          | Joanna Beatrycze von Dietrichstein-Nikolsburg     | ok. 1625 Wiedeń           | 26 marca 1676 Brno         | 6 sierpnia 1644      | 6 sierpnia 1644   | 26 marca 1676                 | Karol Euzebiusz     | Dietrichstein            | [ 2 ]  |
|          | Edmunda Maria Teresa von Dietrichstein-Nikolsburg | 17 kwietnia 1652          | 16 marca 1737 Wiedeń       | 16 lutego 1681       | 5 kwietnia 1684   | śmierć męża 16 czerwca 1712   | Jan Adam I          | Dietrichstein            | [ 3 ]  |
|          | Eleonora Barbara von Thun-Hohenstein              | 4 maja 1661 Praga         | 8 lutego 1723 Wiedeń       | 15 października 1679 | 12 marca 1718     | śmierć męża 11 listopada 1721 | Antoni Florian      | Thun und Hohenstein      | [ 4 ]  |
|          | Maria Anna von Oettingen-Spielberg                | 21 września 1693 Wiedeń   | 15 kwietnia 1729 Głogów    | 3 sierpnia 1716      | 11 listopada 1721 | 15 kwietnia 1729              | Józef I Jan         | Oettingen-Spielberg      | [ 5 ]  |
|          | Maria Anna von Kottulinsky                        | 12 maja 1707 Wiedeń       | 6 lutego 1788 Wiedeń       | 22 sierpnia 1729     | 22 sierpnia 1729  | śmierć męża 17 grudnia 1732   | Józef I Jan         | Kottulinsky              | [ 6 ]  |
|          | Maria Józefina von Harrach                        | 20 listopada 1727 Wiedeń  | 15 lutego 1788 Wiedeń      | 19 marca 1744        | 19 marca 1744     | śmierć męża 22 grudnia 1748   | Jan Nepomucen Karol | Harrach                  | [ 7 ]  |
|          | Anna Maria Liechtenstein                          | 11 września 1699 Wiedeń   | 20 stycznia 1753 Wiedeń    | 1 maja 1718          | 22 grudnia 1748   | 20 stycznia 1753              | Józef Wacław I      | Liechtenstein            | [ 8 ]  |
|          | Leopoldyna von Sternberg                          | 11 grudnia 1733 Wiedeń    | 27 czerwca 1809 Feldsberg  | 6 lipca 1750         | 10 lutego 1772    | śmierć męża 18 sierpnia 1781  | Franciszek Józef I  | Sternberg                | [ 9 ]  |
|          | Karolina von Manderscheid-Blankenheim             | 13 listopada 1768 Kolonia | 1 marca 1831 Wiedeń        | 15 listopada 1783    | 15 listopada 1783 | śmierć męża 24 marca 1805     | Alojzy I            | Manderscheid-Blankenheim | [ 10 ] |
|          | Józefa Zofia von Fürstenberg-Weitra               | 23 czerwca 1776 Wiedeń    | 23 lutego 1848 Wiedeń      | 12 kwietnia 1792     | 24 marca 1805     | śmierć męża 20 kwietnia 1836  | Jan I               | Fürstenberg-Weitra       | [ 11 ] |
|          | Franciszka Kinsky von Wchinitz und Tettau         | 8 sierpnia 1813 Wiedeń    | 5 lutego 1881 Wiedeń       | 8 sierpnia 1831      | 20 kwietnia 1836  | śmierć męża 12 listopada 1858 | Alojzy II           | Kinsky                   | [ 12 ] |
|          | Elżbieta von Gutmann                              | 6 stycznia 1875 Wiedeń    | 28 września 1947 Vitznau   | 22 lipca 1929        | 22 lipca 1929     | śmierć męża 25 lipca 1938     | Franciszek I        | Gutmannowie              | [ 13 ] |
|          | Georgina von Wilczek                              | 24 października 1921 Graz | 18 października 1989 Grabs | 7 marca 1943         | 7 marca 1943      | 18 października 1989          | Franciszek Józef II | Wilczkowie               | [ 14 ] |
|          | Marie Kinsky von Wchinitz und Tettau              | 14 kwietnia 1940 Praga    | 21 sierpnia 2021 Grabs     | 30 lipca 1967        | 13 listopada 1989 | 21 sierpnia 2021              | Jan Adam II         | Kinsky                   | [ 15 ] |